# محمد قطة العدوي
الشيخ محمد قطة بن الشيخ عبد الرحمن العدوي المتوفي سنة 1861م من ادباء أهل مصر

## حياته ونشأته
هو محمد قطة بن الشيخ عبد الرحمن العدوي، نسبة إلى بني عديّ، مركز منفلوط، محافظة اسيوط. تعلَّمَ في الأزهر، وامتلأ من علمه، وجَدَّ في تحصيله حتى نال شهادة العالمية، فأُذِنَ له بالتدريس في الأزهر، كان ذا شهرة بالعلم، والاقتدار في علوم اللغة العربية، مولعًا بالأدب العربيّ وفنونه، وله أسلوب رصين، وإن كان مجاريًا به أدب العصر في السجع والصنعة، وله شعر في المرتبة الوسطى، كان مالكيَّ المذهب، يقبل على درسه كثير من الأزهريين؛ لتمكنه من علمه وغزاره مادته. 
جلس يدرس لتلامذته «حاشية الجمل» في التفسير على كتاب الجلالين، فتعقب الجمل فيما كتبه وتتبعه بالنقض والمؤاخذة، فلما نمى الخبر إلى الجمل، وفد إلى درسه، واستمع لما يوجهه من النقد لحاشيته، فدارت بينهما مجادلة علمية، حمي وطيسها، وكانت لقطة الغلب فيها، وإذ ذاك ابتهج المالكية بانتصار قطة، وعيّروا الشافعية بانهزام الشيخ الجمل، وأصبحوا يفاخرونهم بقولهم الذي تناقتله الشفاة: «قطنا غلب جملكم» ثم عُيِّنَ مصححًا لصحيفة «الوقائع المصرية» مدةً من الزمان.
كما اختير مصححًا للكتب بمطبعة بولاق، فصحح طائفةً من الكتب القيمة في مختلف العلوم، بذل فيها أعظم الجهود لتنقيتها من الخطأ وإكمال ما حُذِفَ منها، وما قُدِّمَ، أو أُخِّرَ فيها. وكانت كتبه المصححة موضع ثقة العلماء؛ لاشتهاره بالتحري في التصحيح والتدقيق في الناحية اللغوية، وتوفره على استقامة المعاني؛ فإذا وجد قلقًا في العبارة عَلّقَ عليها، وبدل ضعف العبارة قوةً، وسقم التركيب صحةً، حتى يدع الكتاب في حُلَّةٍ بهيجةٍ من الصحة والكمال، لا أثر فيها لجهل النساخ وعبث الأيدي.

## تصحيح الكتب التراثية
ومما صححه العدوي كتاب «معاهد التنصيص شرح شواهد التلخيص» وقد انتهى منه في أواخر صفر سنة 1274هـ
مما صححه أيضًا كتاب «كلية ودمنة» الذي وضعه الفيلسوف «بيدبا» ونقله إلى العربية عبد الله بن المقفع، كما صحح كتاب «تنقيح الفتاوى الحامدية»لابن عابدين، 
كما صحح كتاب «ألف ليلية وليلة» وانتهى من تصحيحه سنة تسع وسبعين ومائتين وألف من الهجرة
وصحح كتاب «حاشية الطحاوي على مراقي الفلاح في فقه الحنفية»، وانتهى من تصحيحه في أواخر جمادى الآخرة، سنة تسع وسبعين ومائتين وألف، 
وممَّا صححه أيضًا كتاب «حاشية الصبان على الأشموني» في النحو، وانتهى من تصحيحه في آخر رجب سنة ستة وثمانين ومائتين وألف، 
وكان آخر ما صححه من الكتب، كتاب «الكشاف» للزمخشري؛ إذ توفي في أثناء تصحيحه، فأتمه الشيخ محمد الصباغ، في جمادى سنة 1281هـ.